# لغات سارا
تضم لغات سارا أكثر من اثنتي عشرة من لغات بونغو-باجيرمي يتم التحدث بها بشكل أساسي في تشاد ؛ يتحدث القليل منها في شمال جمهورية إفريقيا الوسطى . هم أعضاء في عائلة لغات وسط السودان . غرينبرغ (1966) يعامل جميع الأصناف على أنها لهجات من لغة سارا، في حين أن تاكر وبريان (1966) يعتبران سارا سلسلة لهجوية من عدة لغات. معظم أعضاء لغات / لهجات سارا المختلفة في شكل خطابهم لغات منفصلة، ولكن لا توجد حاليا معلومات لغوية كافية لتحديد أنواع الكلام التي يجب اعتبارها لغات مميزة، وأيها لهجات اللغات الأخرى.

## روابط خارجية
- صفحة PanAfriL10n على سارا
- مشروع لغة سارا البيرمي